# Barraca de la zona del Mas de la Fam V
La Barraca de la zona del Mas de la Fam V és una obra del Pla de Santa Maria (Alt Camp) inclosa a l'Inventari del Patrimoni Arquitectònic de Catalunya.

## Descripció
És una barraca que exteriorment presenta una forma ovalada, sense cantoneres, amb un paravents a l'esquerra que conté una menjadora. A la dreta té un muret que arrenca del costat mateix del portal, amb una breu escaleta d'accés a la petita era que té al costat. A l'esquerra de la barraca, darrere el paravents, hi ha una cisterna. L'orientació de la barraca és Sud. la seva planta interior és rectangular i en els seus murs hi veurem inserits una menjadora i un cocó. La cúpula interior és amb aproximació de filades a dos vessatns, tapada amb lloses (naviforme). Alçada màxima 2'72m. Les mides interiors són: fondària 1'90m, amplada 4'00m.